# 台湾龙胆
台湾龙胆（学名：Gentiana davidii var. formosana）为龙胆科龙胆属五岭龙胆的变种。分布于台灣本島以及中国大陆的广东、福建等地，多生长在山坡，目前尚未由人工引种栽培。